# Fudge (Band)
Fudge ist eine deutsche Synth-Metal-Band aus Mainburg. Die Band ist seit 2012 aktiv.

## Geschichte

### Die Anfänge
Die Band wurde im Dezember 2012 von Chris Techritz, Paul Curtis, Maximilian Amberger und Sebastian Michaelis gegründet. Techritz und Curtis kannten sich aus ihrer Jugend und hatten bereits im Vartists-Projekt zusammen musiziert. Mit Maximilian Amberger und Sebastian Michaelis konnten zwei -Gitarristen gewonnen werden. Nur das Schlagzeug blieb zunächst unbesetzt.
Im Sommer 2013 gelang es Fudge, den ersten Platz des Haix-Bandcontests zu gewinnen und sich gegen mehrere andere Newcomer-Acts durchzusetzen. Als erstplatzierte Band bei diesem Wettbewerb gewannen die Musiker einen mehrtägigen Studioaufenthalt, bei dem im April 2014 vier Tracks aufgenommen und später jeweils als Singles veröffentlicht wurden. Außerdem veröffentlichte die Band ihre erste EP Never Stop Firing im Eigenvertrieb, die alle vier Aufnahmen beinhaltet.

### Seit 2015
Im Jahr 2015 schrieb Fudge den Titelsong zum gleichnamigen Independent-Film Bittersweet Revenge, der 2016 veröffentlicht wurde. Im Sommer 2015 konnte die Band mit Theo Neubauer einen Schlagzeuger verpflichten, der sie bei Live-Konzerten unterstützen sollte. Jedoch stieg er 2016 nach nur zwei Auftritten wieder aus. Ersetzt wurde er durch Paul Curtis’ älteren Bruder, Jake Curtis, der zuvor schon für ein Konzert kurzfristig in die Rolle des Schlagzeugers geschlüpft war. Im Januar 2017 schaffte es die Band in den nationalen ReverbNation-Metal-Charts für Deutschland zeitweise auf den zweiten Platz. 2018 verließ Paul Curtis die Band aus familiären Gründen und wurde durch Daniel Hauer ersetzt. Ihr Debüt-Album „Dust to Come“ wurde am 16. Oktober 2020 über Fastball Music veröffentlicht.

### Seit 2020
In einer Pressemitteilung im November 2022 gab die Band bekannt, dass Bassist Daniel Hauer bereits 2020 aus der Band ausstieg und 2022 durch Sebastian Valek ersetzt wurde. Außerdem erklärten sie, dass Frontmann Chris Techritz 2021 die Band verließ, um sich ganz seinem Solo-Projekt widmen zu können. Der Gesang wird seit 2022 von Max Amberger geliefert.

## Stil
Die Band verwendet klassische Instrumente der Rock- und Metal-Musik, wie E-Gitarre, E-Bass und Schlagzeug, rückt aber den Einsatz von Synthesizern stark in den Fokus. Somit wird sie meist nicht als konventionelle Metal-Band bezeichnet. Ein Kritiker etikettierte die Band mit dem Begriff „Synthesizer Metal“.

## Diskografie

### Alben
- 2020: Dust to Come (Fastball Music)

### Singles
- 2014: Liars and Believers (Welovemusic Records)
- 2014: The Spell (Welovemusic Records)
- 2014: Snow (Welovemusic Records)
- 2014: Ascending in Bleakness (Welovemusic Records)
- 2016: Bittersweet Revenge (Eigenvertrieb)
- 2018: Gods (Eigenvertrieb)

### EPs
- 2014: Never Stop Firing (Eigenvertrieb)

### Beiträge zu Kompilationen
- 2014: Heavy Metal Gladiators (Pop Rock Camp)

## Trivia
- Da die Band anfangs keinen Schlagzeuger finden konnte, spielte sie bis 2015 live ausschließlich mit einem Yamaha RX-7-Drumcomputer.[11]